# オジロスナギツネ
オジロスナギツネ（Vulpes rueppelli）は、哺乳綱ネコ目（食肉目）イヌ科キツネ属に分類される食肉類。

## 分布
アフガニスタン、アルジェリア、イエメン、イスラエル、イラク、イラン、エジプト、エチオピア、エリトリア、オマーン、サウジアラビア、ジブチ、スーダン、ソマリア、チャド、チュニジア、ニジェール、パキスタン、マリ共和国、モーリタニア、モロッコ、ヨルダン、リビア
模式標本の産地（模式産地）はドンゴラ（スーダン）。

## 形態
体長40 - 52センチメートル。尾長25 - 39センチメートル。体重1.2 - 3.6キログラム。全身は柔らかい体毛で密に被われる。毛衣は灰色や暗灰色で、背面の体毛は毛先が黒い。尾の基部背面にある臭腺（尾腺）の周囲は黒く、尾の先端は白い。
鼻面は短い。鼻面の側面に黒い斑紋が入り、頬は白い。耳介は幅広い。足裏は肉球も含めて長い体毛で被われ、砂地を移動するのに適している。

## 分類
2005年現在は5亜種に分ける説もある。
- Vulpes rueppellii rueppelli (Schinz, 1825)
- Vulpes rueppellii caesia Thomas & Hinton, 1921
- Vulpes rueppellii cyrenaica Festa, 1921
- Vulpes rueppellii sabaea Pocock, 1934
- Vulpes rueppellii zarudneyi Birula, 1913

## 生態
砂漠や開けた藪地などに生息する。岩場や丘陵地を好む。夜行性。個体密度は低いが人間の生活圏では個体密度が高くなることもある。聴覚が発達し100メートル以上離れた場所の物音を察知することができる。
食性は雑食で、主に昆虫を食べるが、爬虫類、小型哺乳類、植物の茎塊、根なども食べる。捕食者としてはソウゲンワシ、ワシミミズクなどが挙げられる。
繁殖形態は胎生。妊娠期間は約50日。3月に2 - 3匹の幼獣を産む。授乳期間は42 - 56日。幼獣は生後約4ヶ月で独立する。生後1年以内で性成熟する。野生下での寿命は6年と推定されている。飼育下の寿命は6 - 12年。

## 人間との関係
アラビア半島ではゴミ捨て場に出現することもある。家畜や家禽を食害する害獣とみなされている。
イスラエルでは人間の生活圏で分布を拡大しているアカギツネとの競合により、絶滅の危険性が高いと考えられている。
2008年5月1日世界自然保護基金とリビアの郵政会社(GPTC）が協力し、オジロスナギツネの郵便切手が発行された。

## 画像

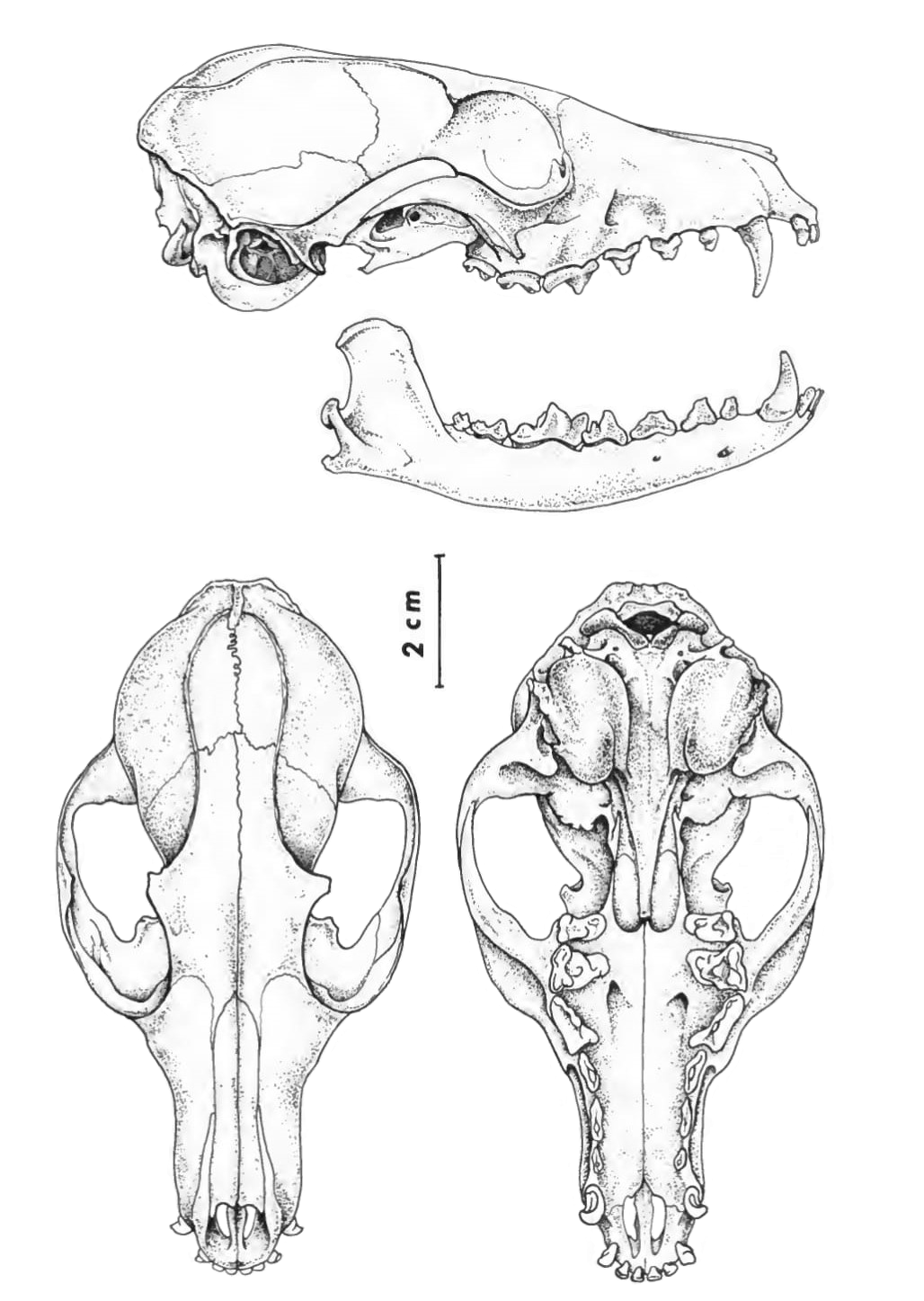
頭骨のイラスト